# Nanoseconde
| Kleinere eenheden | Kleinere eenheden | Kleinere eenheden |
| factor            | naam              | symbool           |
| ----------------- | ----------------- | ----------------- |
| 10−30             | quectoseconde     | qs                |
| 10−27             | rontoseconde      | rs                |
| 10−24             | yoctoseconde      | ys                |
| 10−21             | zeptoseconde      | zs                |
| 10−18             | attoseconde       | as                |
| 10−15             | femtoseconde      | fs                |
| 10−12             | picoseconde       | ps                |
| 10−9              | nanoseconde       | ns                |
| 10−6              | microseconde      | µs                |
| 10−3              | milliseconde      | ms                |
| 1                 | seconde           | s                 |
| 103               | kiloseconde       | ks                |

Een nanoseconde is een miljardste van een seconde (10−9 van een seconde of 1 ns). Het woord wordt gevormd door het voorvoegsel nano, gevoegd bij de eenheid seconde. In het dagelijks taalgebruik is het ongewoon om in nanoseconden te spreken, omdat het vele ordes van grootte kleiner is dan wat mensen zonder hulpmiddelen kunnen waarnemen. Met behulp van een hogesnelheidscamera zijn echter verschijnselen waar te nemen die enkele nanoseconden duren: licht verplaatst zich in een nanoseconde circa 30 cm. De nanoseconde wordt veel gebruikt in technische specificaties in de telecommunicatie en computertechniek, de cyclustijd van één gigahertz is één nanoseconde.